# Râul Frasin, Bistricioara
Râul Frasin este un curs de apă, afluent al râului Bistricioara.

## Hărți
- Harta Munții Ceahlău  Arhivat în 28 iunie 2008, la Wayback Machine.